# Norn (taal)
Het Norn, ook Norröna, is een uitgestorven Noord-Germaanse taal die gesproken werd op de Shetlandeilanden, de Orkneyeilanden en in Caithness op het vasteland. Op de eerste archipel heeft de taal zich misschien tot in de negentiende eeuw gehandhaafd. Het Caithness Norn was toen al eeuwen uitgestorven. Nadat de eilanden door Noorwegen aan Schotland waren teruggegeven, werd het gebruik van het Norn ontmoedigd en zo moest de taal plaats maken voor het Schots.

## Typologie
Het Norn is zeer slecht gedocumenteerd, waardoor moeilijk is vast te stellen in hoeverre men van een aparte taal kan spreken. Er bestaan enkele middeleeuwse documenten die op de Orkney- en Shetlandeilanden werden geschreven, maar deze vallen taalkundig gezien als Oudnoords te bestempelen. Van de eilanden afkomstige runeninscripties vallen nauwelijks van Noorse, Deense en IJslandse inscripties te onderscheiden. Vanaf de 16e eeuw werd Noors als schrifttaal grotendeels vervangen door Deens; op de eilanden vond dit navolging, en enkel een paar Schotse leenwoorden verraden dat teksten niet op het vasteland werden geschreven. Pas in de Nieuwe Tijd, naarmate de bronnen schaarser worden, valt een morfologisch verval op dat typisch is voor creolisatie. In enkele late versjes in het Norn blijkt dat de grammatica een zeer sterk syncretisme heeft doorgemaakt, waarbij de zinsbouw soms zelfs nagenoeg achterwege werd gelaten:
Jarta, bodena komena rontena Komba
(Waarschijnlijk iets als: „Geliefde, de boot is rond de Kaim gekomen.”)
Het hedendaagse Shetlands — dat wil zeggen: het Engelse dialect van de Shetlandeilanden — bezit naar schatting ongeveer 2000 woorden die van Scandinavische oorsprong zijn. De officiële wapenspreuk van Shetland, Með lögum skal land byggja („Met wetten moet het land opgebouwd worden”) is overigens Oudnoors.

## Voorbeelden van het Norn
Het Onzevader in het Shetland-Norn:
Fy vor or er i Chimeri. Halaght vara nam dit.
La Konungdum din cumma. La vill din vera guerde
i vrildin sindaeri chimeri.
Gav vus dagh u dagloght brau. Forgive sindorwara
sin vi forgiva gem ao sinda gainst wus.
Lia wus ikè o vera tempa, but delivra wus fro adlu idlu.
For do i ir Kongungdum, u puri, u glori, Amen.
Dezelfde tekst (zonder de laatste zin 'Want van U is het Koninkrijk, de kracht en de heerlijkheid') in het Orkney-Norn:
Favor i ir i chimrie, Helleur ir i nam thite,
gilla cosdum thite cumma, veya thine mota vara gort
o yurn sinna gort i chimrie,
ga vus da on da dalight brow vora
Firgive vus sinna vora sin vee Firgive sindara mutha vus,
lyv vus ye i tumtation, min delivera vus fro olt ilt, Amen.
Het enige bekende dichtwerk in het Norn is de Hildina, opgetekend in 1774.